# Phentermine
Phentermine (phenyl-tertiary-butylamine), được bán dưới tên thương hiệu Ionamin và các thương hiệu khác, là một loại thuốc được sử dụng cùng với chế độ ăn uống và tập thể dục để điều trị béo phì. Nó được uống qua đường miệng trong vài tuần. Sau một vài tuần các tác dụng có lợi không còn xảy ra. Nó cũng có sẵn như là thuốc kết hợp phentermine/topiramate.
Các tác dụng phụ thường gặp bao gồm tim đập nhanh, huyết áp cao, khó ngủ, chóng mặt và bồn chồn. Tác dụng phụ nghiêm trọng có thể bao gồm tăng huyết áp phổi, bệnh van tim và lạm dụng thuốc. Sử dụng không được khuyến cáo trong khi mang thai hoặc cho con bú. Sử dụng không được khuyến cáo cùng với các chất ức chế SSRI hoặc MAO. Nó hoạt động như một chất ức chế sự thèm ăn có khả năng là kết quả của một chất kích thích CNS. Về mặt hóa học, phentermine là một amphetamine thay thế.
Phentermine đã được phê duyệt cho sử dụng y tế tại Hoa Kỳ vào năm 1959. Nó có sẵn như là một loại thuốc gốc. Chi phí bán buôn của một tháng cung cấp ở Hoa Kỳ là khoảng 2,55 đô la Mỹ. Năm 2016, đây là loại thuốc được kê đơn nhiều thứ 226 tại Hoa Kỳ với hơn 2 triệu đơn thuốc. Phentermine đã bị rút khỏi thị trường ở Anh vào năm 2000 trong khi thuốc kết hợp fen-phen, trong đó phentermine là một thành phần, đã bị rút khỏi thị trường vào năm 1997 do tác dụng phụ.

## Sử dụng trong y tế
Phentermine được sử dụng trong một thời gian ngắn để thúc đẩy giảm cân, nếu tập thể dục và giảm lượng calo là không đủ, và là thuốc bổ sung cho việc tập thể dục và giảm lượng calo.
Phentermine được chấp thuận tối đa 12 tuần sử dụng và hầu hết việc giảm cân xảy ra trong những tuần đầu tiên. Tuy nhiên, giảm cân đáng kể tiếp tục trong tháng thứ sáu và đã được chứng minh là tiếp tục với tốc độ chậm hơn cho đến tháng thứ chín.